# Кругляк, Андрей Александрович
Андре́й Алекса́ндрович Кругляк (укр. Андрій Олександрович Кругляк; 22 апреля 1986, Киев) — украинский футболист, нападающий.

## Биография

### Клубная карьера
В ДЮФЛ выступал за киевское «Динамо». В 2000 году выступая за юношескую (13—14 лет) команду «Динамо» играл в Риге на розыгрыше Кубка Президента Латвийской федерации футбола. Тогда киевляне выиграли главный приз. После окончания ДЮСШ его заприметил Владимир Онищенко, заключил пятилетний контракт с «Динамо». Стал играть за «Динамо-2», «Динамо-3» а также дубль.
При Йожефе Сабо дебютировал в Высшей лиге 3 апреля 2005 года в матче против запорожского «Металлурга» (1:2). Зимой 2006 года был отдан в аренду запорожскому «Металлургу». Хотя также побывал на просмотре в симферопольской «Таврии». Провёл 8 игр и забил 7 мячей за дубль, также провёл один матч в «основе» против полтавской «Ворсклы» (3:1).
В марте 2007 года был отдан в аренду лиепайскому «Металлургу». Хотя мог оказаться в «Вентспилсе». В чемпионате Латвии провёл 22 матча забил 2 гола, в еврокубках сыграл игры 4 и забил один гол. В первом отборочном раунде Кубка УЕФА в матче против брестского «Динамо» (1:2).
В начале марта 2008 года был отдан в аренду киевскому «Арсеналу». За команду сыграл 9 матчей и забил 4 мяча в дубле. В июне 2008 года побывал на просмотре в клубе «Харьков».
В августе 2009 года перешёл в овидиопольский «Днестр». Затем выступал за тернопольскую «Ниву», иванофранковское «Прикарпатье» и черниговскую «Десну». В феврале 2012 года перешёл в кременчугский «Кремень». В начале 2013 года перешёл в «Арсенал» из Белой Церкви, за который сыграл 7 игр. Летом 2013 года перешёл в тернопольскую «Ниву». Завершил карьеру в стане «Десны» в 2013 году.

### Карьера в сборной
В юношеской сборной Украины до 17 лет дебютировал 10 августа 2002 года в матче против Латвии (2:4). Всего за сборную Украины до 17 лет провёл 14 матчей и забил 4 гола. 17 января 2004 года дебютировал в юношеской сборной Украины до 19 лет в матче против Белоруссии (1:1). Всего за сборную до 19 лет провёл 13 матчей забил 1 гол.